# Lesceline de Turqueville
Lesceline (Caen, 986 – Saint-Pierre-sur-Dives, 26 gennaio 1057) è stata una contessa francese.

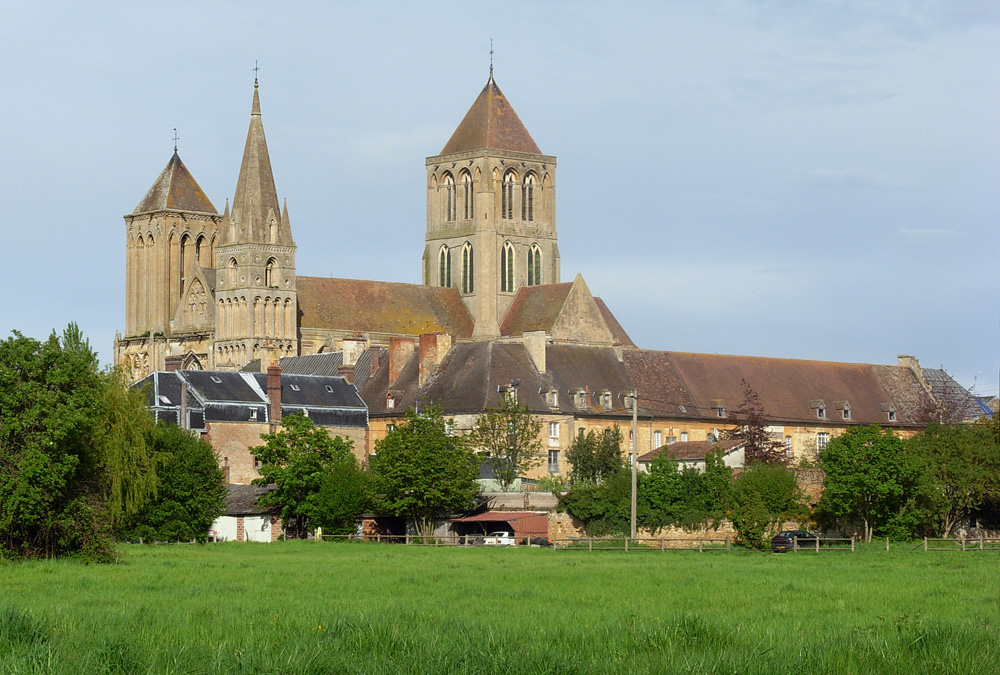
Saint-Pierre-sur-Dives

Lesceline fu sposa o concubina di Guglielmo d'Eu e madre di alcuni dei suoi figli. Fu fondatrice e benefattrice di edifici e istituti religiosi nel Calvados e in generale in Normandia.

Il suo connubio con Guglielmo, nato dal loro capostipite Riccardo I di Normandia, rende anche i figli di Lesceline e Guglielmo appartenenti al gruppo familiare e politico-sociale dei "Riccardidi" (Richardides), signori della Normandia tra i secoli X e XI, e lei ad esso afferente in senso lato.

## Biografia

### La famiglia d'origine
Lesceline apparteneva alla casata di Harcourt: suo padre era infatti Turquetil di Turqueville, personaggio per altri versi di non chiara identificazione, che sarebbe stato fra i tutori del piccolo Guglielmo II di Normandia e, in particolare, uno di coloro che furono assassinati per esautorare questi dal ducato di Normandia. In specie, Turquetil fu ucciso tra il 1035 e il 1040 dai mercenari di Raoul (o Ralph) de Gacé.
Turquetil figura quale signore di Turqueville e di Tanqueraye in alcuni documenti risalenti al 1001 circa e riguardanti le abbazie di Fécamp e di Bernay. Signore di Neuf-marché-en-Lions, Turquetil era il secondogenito di Torf, figlio di quel Bernard il Dani, jarl vichingo di origine danese che aveva ricevuto da Rollo vari contadi tra cui quello di Hastings.
Madre di Lesceline era Anceline, sorella di Toustain, signore di Montfort-sur-Risle.
Sulla precisa identità di Turquetil gli studiosi esprimono anche perplessità riguardo alle proposte di fonti più antiche: mentre nel XVII secolo La Roque, seguendo i Gesta Normannorum Ducum (gli Annali di Jumièges, di Guglielmo di Jumièges, il monaco che li avviò), sosteneva l'identificazione di Turquetil con l'omonimo progenitore del casato d'Harcourt, a sua volta lo studioso David Douglas invece la adduce a un duplice fraintendimento, respingendola come priva di fondamento.
Un fratello di Lesceline, Gautier, sposò Beatrice, figlia naturale di Riccardo I di Normandia. 
A Lesceline sono attribuiti anche altri due fratelli (Hasculf d'Harcourt e Anquetil, signore d'Harcourt).

### Il connubio con Guglielmo d'Eu

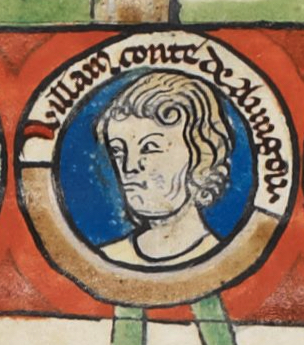
Guglielmo d'Eu, da un manoscritto medievale

Come riportato da Guglielmo di Jumièges nei Gesta, quando, dopo la morte di Riccardo I nel 996, il fratellastro di questi Raoul d'Ivry assunse il potere a fianco della vedova di Riccardo, Gunnora, facendo le veci entrambi del figlioletto di Riccardo e Gunnora e legittimo erede Riccardo II, sia i contadini sia i nobili insorsero, questi ultimi guidati dall'altro fratellastro di Riccardo, Guglielmo d'Eu; dopo la sconfitta ad essi inflitta Raoul fece arrestare Guglielmo e lo fece imprigionare a Rouen, consegnandolo in custodia a Turquetil.
Dopo circa cinque anni, Guglielmo, secondo la narrazione di Guglielmo di Jumièges, si rese protagonista di una fuga rocambolesca, per la quale avrebbe ottenuto persino aiuto e complicità della figlia del suo carceriere, appunto Lesceline, ricevendo infine il perdono di Riccardo II, che gli avrebbe anche concesso di sposare la giovinetta.
La versione che delle traversie relative alla successione di Riccardo e della fuga di Guglielmo propone la storiografia antica (in particolare i Gesta Normannorum Ducum) viene considerata da alcuni studiosi moderni leggendaria e da altri autentica ma, come che sia, il connubio tra volontario tra Guglielmo e Lesceline, legittimato dalla Chiesa o more danico, si verificò e fu fecondo.

### Discendenza
Da Guglielmo Lesceline ebbe tre figli, come riporta già il cronista più antico:
il maggiore ed erede di Guglielmo, Roberto (Robert) conte d'Eu e signore di Hastings (1010†1089 o 1015/1025†1089 o †1089/1093);
Guglielmo (Guillaume) Busac (ca 1020†ca 1076) che fu forse conte d'Eu prima di essere defenestrato, poi conte di Soissons jure uxoris (per aver sposato l'ereditiera Adélaïde);
Ugo (Hugues) d'Eu, vescovo di Lisieux.
A Lesceline e Guglielmo sono attribuite anche due figlie: Margaret d'Eu e Beatrice d'Eu. 

Una loro figlia dal nome sconosciuto fu la madre di un Willelmu[s] de Alderi (Guglielmo "di/da Alderi"), impiccato nel 1096 per aver cospirato contro il re d'Inghilterra Guglielmo II, come riportato da Fiorenzo di Worcester.

### Dopo Guglielmo

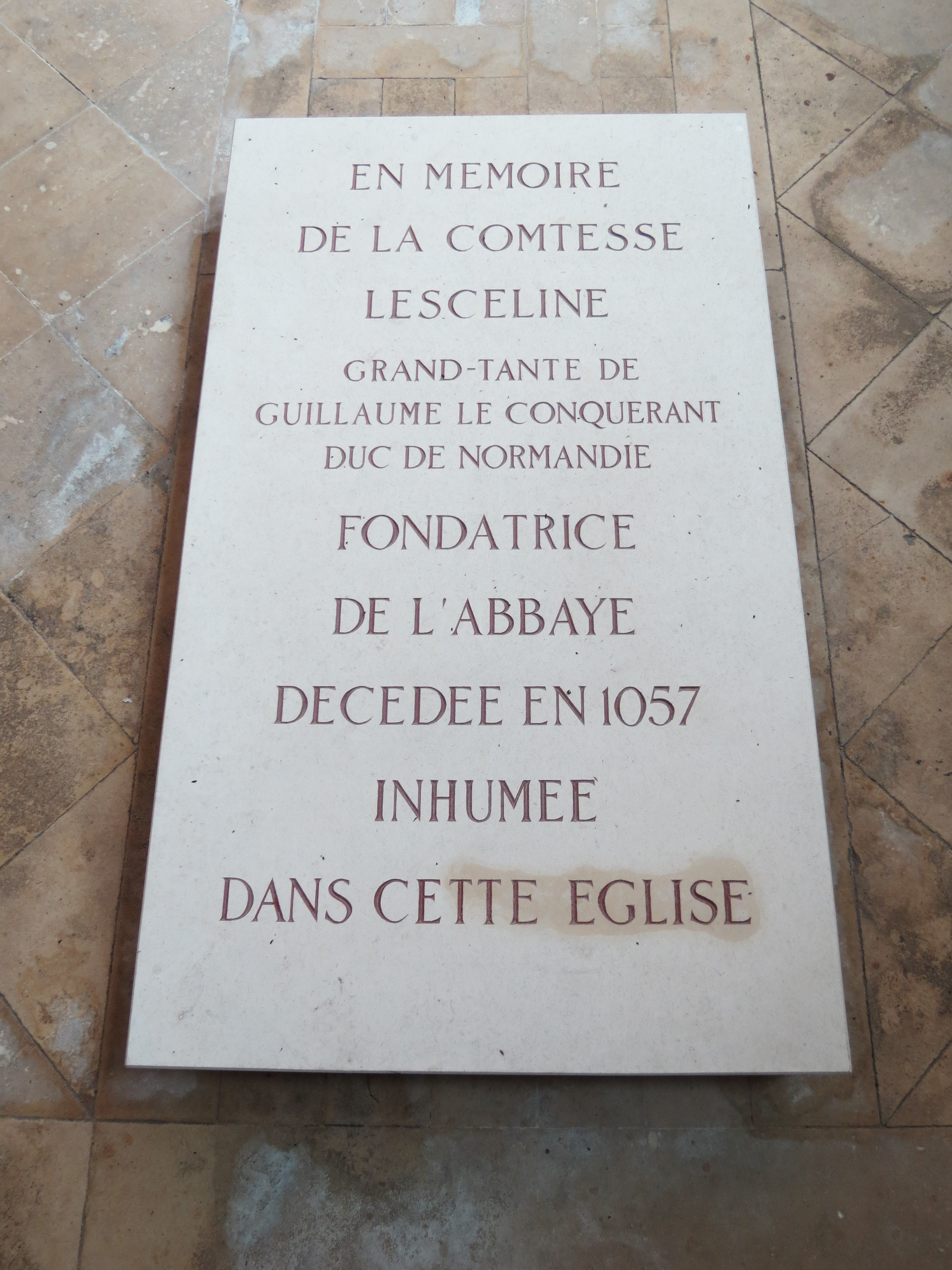
Lapide funeraria di Lesceline

Dopo la morte di Guglielmo, Lesceline fu fondatrice con i figli dell'abbazia benedettina di Saint-Pierre-sur-Dives e poté donare terre alla Sainte-Trinité de Rouen.
Alla morte fu sepolta presso l'Abbazia di Saint-Pierre-sur-Dives di cui era stata fondatrice e ove è ricordata da una lapide sepolcrale che, menzionandone anche la parentela con Guglielmo II duca di Normandia, recita (senza segni di interpunzione):
«En mémoire de la comtesse Lesceline Grand-tante de Guillaume de Conquérant duc de Normandie, fondatrice de l’Abbaye. Décédée en 1057, inhumée dans cette Eglise» (ossia: «In memoria della contessa Lesceline, prozia di Guglielmo il Conquistatore Duca di Normandia, fondatrice dell’Abbazia. Deceduta nel 1057, inumata in questa chiesa».